# アンディジャン州
座標: 北緯40度45分 東経72度10分 / 北緯40.750度 東経72.167度
アンディジャン州（ウズベク語：Andijon viloyati、ロシア語：Андижанская область）は、ウズベキスタンの地方行政区画。ウズベキスタン東部のフェルガナ盆地東部に位置し、ナマンガン州、フェルガナ州のほか、キルギス、タジキスタンに隣接する。ウズベキスタンで最も人口稠密な州である。

## 概要
アンディジャン州は14の地区に分けられる。州都アンディジャン（人口35万人）のほか、主要都市として、アサカ（旧レーニンスク）、ハナバード、シャフリハン（旧モスコフスキー）、カラスウがある。
気候は典型的な大陸性気候である。主要な農業生産物は、メロン、スイカ、綿花、穀物、ブドウ、園芸植物であり、畜産も盛んである。
石油、天然ガス、オゾケライト、石灰岩などの天然資源を産出する。工業部門では、金属加工、食品加工、化学製品の生産が盛んである。中央アジアの最初の自動車組立工場は、ウズベキスタンと韓国の大宇自動車の合弁企業（UzDaewoo）により、州内のアサカに設立され、ネクシア（Daewoo Nexia）、ティコ（Daewoo Tico）、ダマス（Daewoo Damas）といった車種を生産した。

## 地方行政区画

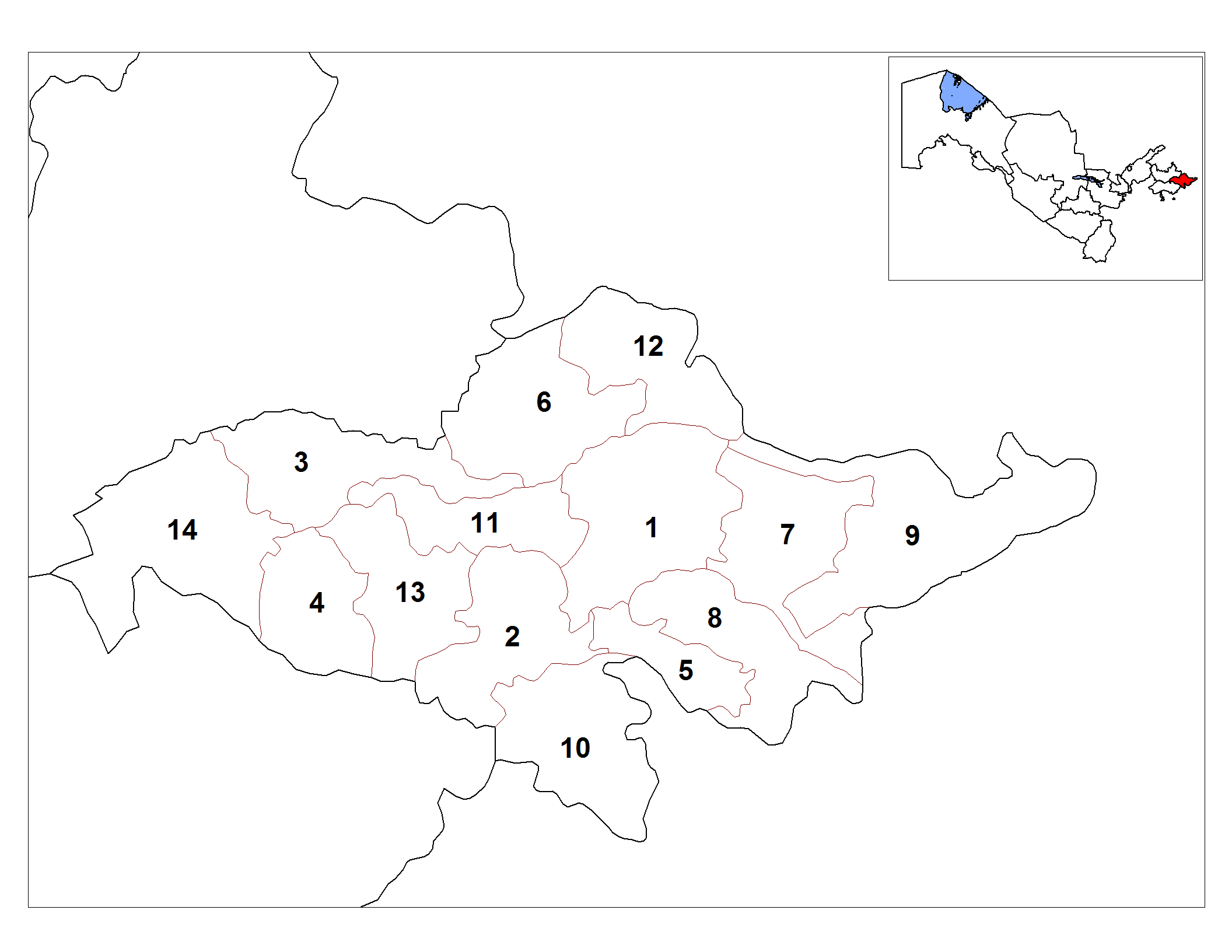
アンディジャン州の地方行政区画

|    | 地区名             | ウズベク語表記 | 行政機関所在地   | ウズベク語表記 |
| -- | ------------------ | -------------- | ---------------- | -------------- |
| 1  | アンディジャン地区 | Andijon        | クイガンヤール   | Kuyganyor      |
| 2  | アサカ地区         | Asaka          | アサカ           | Asaka          |
| 3  | バリクチ地区       | Baliqchi       | バリクチ         | Baliqchi       |
| 4  | ボズ地区           | Boʻz           | ボズ             | Boʻz           |
| 5  | ブラクバシ地区     | Buloqboshi     | ブラクバシ       | Buloqboshi     |
| 6  | イズバスカン地区   | Izboskan       | パイトゥグ       | Poytugʻ        |
| 7  | ジャラクドゥク地区 | Jalaquduq      | アフンババイェフ | Oxunboboyev    |
| 8  | ホジャーバード地区 | Xoʻjaobod      | ホジャーバード   | Xoʻjaobod      |
| 9  | クルガンテパ地区   | Qoʻrgʻontepa   | クルガンテパ     | Qoʻrgʻontepa   |
| 10 | マルハマト地区     | Marhamat       | マルハマト       | Marhamat       |
| 11 | アルティンクル地区 | Oltinkoʻl      | アルティンクル   | Oltinkoʻl      |
| 12 | パフターバード地区 | Paxtaobod      | パフターバード   | Paxtaobod      |
| 13 | シャフリハン地区   | Shahrixon      | シャフリハン     | Shahrixon      |
| 14 | ウルグノール地区   | Ulugʻnor       | アカルティン     | Oqoltin        |

## 主要都市
- アンディジャン Andijon
- シャフリハン Shakhrihon
- アサカ Asaka
- ハナバード Xonobod
- クルガンテパ Qo’rg’ontepa
- カラスウ Qorasuv
- パイトゥグ Poytug’
- パフターバード Paxtaobod
- ホジャーバード Xo’jaobod
- マルハマト Marhamat
- アフンババイェフ Oxunboboyev